# Saint-Sauveur (Hautes-Alpes)
Saint-Sauveur ist eine französische Gemeinde im Département Hautes-Alpes in der Region Provence-Alpes-Côte d’Azur. Sie gehör zum Kanton Embrun im Arrondissement Gap. Sie grenzt im Norden an Saint-André-d’Embrun, im Osten an Crévoux, im Südosten an Les Orres, im Südwesten an Baratier und im Nordwesten an Embrun.
An der nördlichen Gemeindegrenze verläuft der Fluss Crévoux, der knapp außerhalb, in der Gemeinde Saint-André-d’Embrun, in die Durance einmündet.

## Bevölkerungsentwicklung
| Jahr      | 1962 | 1968 | 1975 | 1982 | 1990 | 1999 | 2008 | 2012 |
| --------- | ---- | ---- | ---- | ---- | ---- | ---- | ---- | ---- |
| Einwohner | 223  | 202  | 202  | 270  | 298  | 392  | 442  | 430  |

## Sehenswürdigkeiten
- Kirche Saint-Sauveur, Monument historique